# 309.
◄ | 3. stoljeće | 4. stoljeće | 5. stoljeće | ►
◄ | 270-ih | 280-ih | 290-ih | 300-ih | 310-ih | 320-ih | 330-ih | ►
◄◄ | ◄ | 306. | 307. | 308. | 309. | 310. | 311. | 312. | ► | ►►
Astronomija • Književnost • Kršćanstvo

## Smrti
- 16. siječnja - Marcel I., papa (* 255.)
- 4. lipnja - Kvirin Sisački, svetac Rimokatoličke Crkve, biskup u Sisciji, mučenik

## Vanjske poveznice
|  | Zajednički poslužitelj ima još gradiva o temi 309. |